# Paolo Nebrida
Paolo Nebrida (Subic, 1994. december 31. –) fülöp-szigeteki dartsjátékos. 2014-től 2018-ig a British Darts Organisation, majd 2023-tól a Professional Darts Corporation tagja. Beceneve "Pow".

## Pályafutása

### PDC
Nebrida kvalifikálta magát a 2018-as PDC ifjúsági világbajnokságra, ahol továbbjutott a csoportjából, majd a nyolcaddöntőben kikapott Callan Rydztől. A 2021-es PDC World Cup of Darts-on a Fülöp-szigeteket képviselhette volna, de végül az Európai Unió  Covid19-vakcinákra vonatkozó szabályozásai miatt nem vehetett részt a Németországban megrendezett csapat vb-n, helyét Christian Perez vette át a csapatban.
A 2022-es PDC Ázsiai-bajnokságon történő jó szereplésével (elődöntőt játszott) Nebrida kvalifikálta magát a 2023-as PDC-dartsvilágbajnokságra. Az első fordulóban 3–2-re kikapott a holland Danny Jansen ellen.
A 2025-ös PDC-dartsvilágbajnokságon Nebrida megszerezte az első győzelmet a vb-ken, az első körben Jim Williams 3–2-es legyőzésével. A második fordulóban óriási meglepetésre a 19. kiemelt Ross Smith-t győzte le 3–0-ra, így ő lett az első fülöp-szigeteki játékos, aki bejutott a legjobb 32 közé. Győzelmét honfitársának, Sandro Eric Sosingnak ajánlotta, aki egészségügyi problémák miatt végül visszalépett a vb-től.
2025-ben ő lett az első fülöp-szigeteki játékos, aki meccset tudott nyerni a World Series of Darts versenysorozat történelmében, amikor 6–3-ra legyőzte Rob Cross-t a Bahrein Darts Masters első fordulójában.

## Világbajnoki szereplései

### PDC
- 2023: Első kör (vereség  Danny Jansen ellen 2–3)
- 2024: Első kör (vereség  Simon Whitlock ellen 2–3)
- 2025: Harmadik kör (vereség  Jeffrey de Graaf ellen 1–4)

## Tornagyőzelmei
| PDC Asian Tour - PDC Asian Tour (Dubai): 2024 - PDC Asian Tour (Hong Kong): 2023 - PDC Asian Tour (Singapore): 2024 - PDC Asian Tour (Ulaanbaatar): 2024 (x2) | - Hong Kong Open: 2016 |

## Fordítás
Ez a szócikk részben vagy egészben  a   Paolo Nebrida című angol Wikipédia-szócikk ezen változatának fordításán alapul.  Az eredeti cikk szerkesztőit annak laptörténete sorolja fel. Ez a jelzés csupán a megfogalmazás eredetét és a szerzői jogokat jelzi, nem szolgál a cikkben szereplő információk forrásmegjelöléseként.